# Condado de Kerry

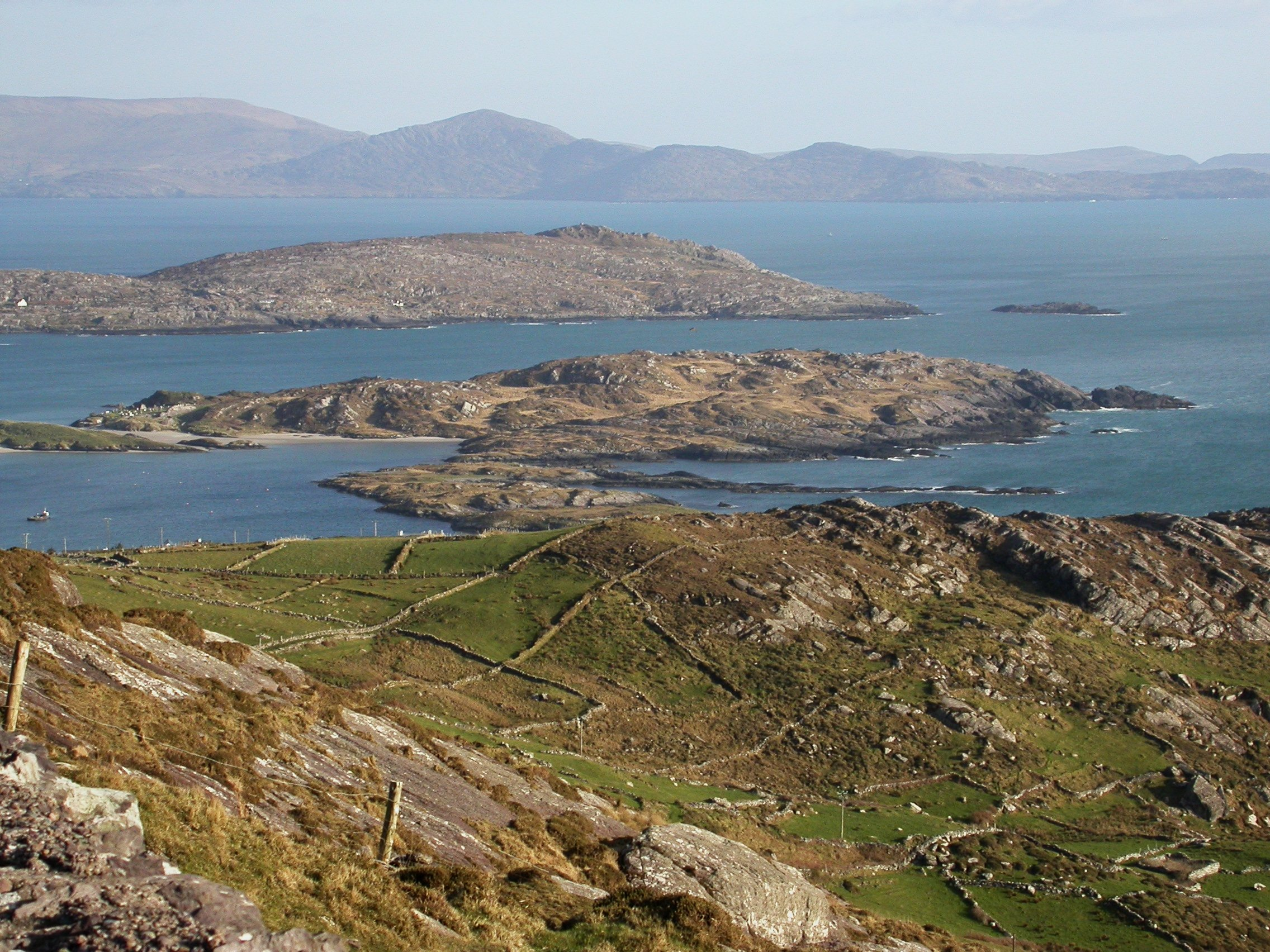
Paisaje del Ring of Kerry.

El condado de Kerry (en irlandés: Contae Ciarraí) se encuentra en el suroeste de Irlanda, en la provincia de Munster.
Se lo conoce informalmente como El Reino (The Kingdom). Ocupa una extensión de 4746 km². La capital es Tralee.
El condado es famoso por una ruta llamada "Ring of Kerry" (el anillo de Kerry), en la península de Iveragh, donde se pueden contemplar algunos de los más bellos paisajes de la isla. También son muy pintorescos y conocidos los de la península de Dingle, donde se rodó la película La hija de Ryan. La península de Beara, más al sur, está compartida con el condado de Cork.
El condado también es sede de uno de los equipos de fútbol gaélico más importantes del país. El condado limita con el condado de Limerick (este) y el condado de Cork (sureste). Población: 139 616 (2006). Las ciudades más importantes del condado son:
- Tralee.
- Killarney.
- An Daingean.
- Listowel.
- Kenmare.
- Castleisland.

## Historia
Kerry (en irlandés: Ciarraí o más antigüamente, Ciarraighe) significa "pueblo de Ciar", que fue el nombre de la tribu pre-gaélica que vivió en parte de la actual provincia. El legendario fundador de la tribu era Ciar, hijo de Fergus mac Róich. En irlandés antiguo, "Ciar" significa "negro" o "marrón oscuro" y la palabra continúa siendo utilizada en irlandés moderno como adjetivo para describir la tez oscura. El sufijo "raighe" significa "personas" o "tribu", por lo que se encuentra en varios sitios con -ry en su nombre en toda Irlanda, como por ejemplo, Osry—Osraighe que significaría "la tribu del ciervo". El apodo del condado es «The Kingdom» ("El Reino").

### Siglo XX
Para el año 1911, Kerry era un lugar majestuoso y con mucha miseria. Lo majestuoso provenía del paisaje local con una variedad de animales salvajes y un paisaje que surgía con fondo del océano Atlántico en una serie de penínsulas. Estas penínsulas e islas que la conforman son el punto más al oeste de toda Europa, que además contienen una herencia única de ruinas eclesiásticas, remanentes arqueológicos y folcklore popular que atrae a los turistas. Por otra parte, la miseria y la pobreza eran parte de la existencia en el condado, con una vida campestre con cercanías a las costas que en reiteradas ocasiones produjo la emigración masiva por la hambruna local, en busca de alimentación básica.
La escala de emigración del condado marca que la historia de Kerry del siglo XX es de personas que ya no vivían allí. De acuerdo a los censos, Kerry tuvo la mayor tasa anual de emigración en veinte años hasta 1911. Según el censo de 1841, Kerry tenía 295 000 habitantes, pero para 1911 registraba unas 160 000 personas. Incluso en el censo anterior de 1901, la población se había reducido en 6000 habitantes, y continuaría descendiendo durante gran parte del siglo XX. Muchos de los que emigraron de Kerry terminaron en Estados Unidos e Inglaterra.
Los habitantes de Kerry generalmente partían desde las estaciones de trenes que salpicaban el condado. En 1853, Killarney estaba conectado con la línea principal de Dublín-Cork y para 1911 las líneas de ferrocarriles pasaban por Dingle, Cahirciveen y Kenmare. Por ello, la vida de Kerry fue modificada radicalmente. Con el aumento del número de turistas que llegaban a la región se desarrollaron hoteles en Caragh Lake, Parknasilla, Waterville y otros lugares.

## Geografía

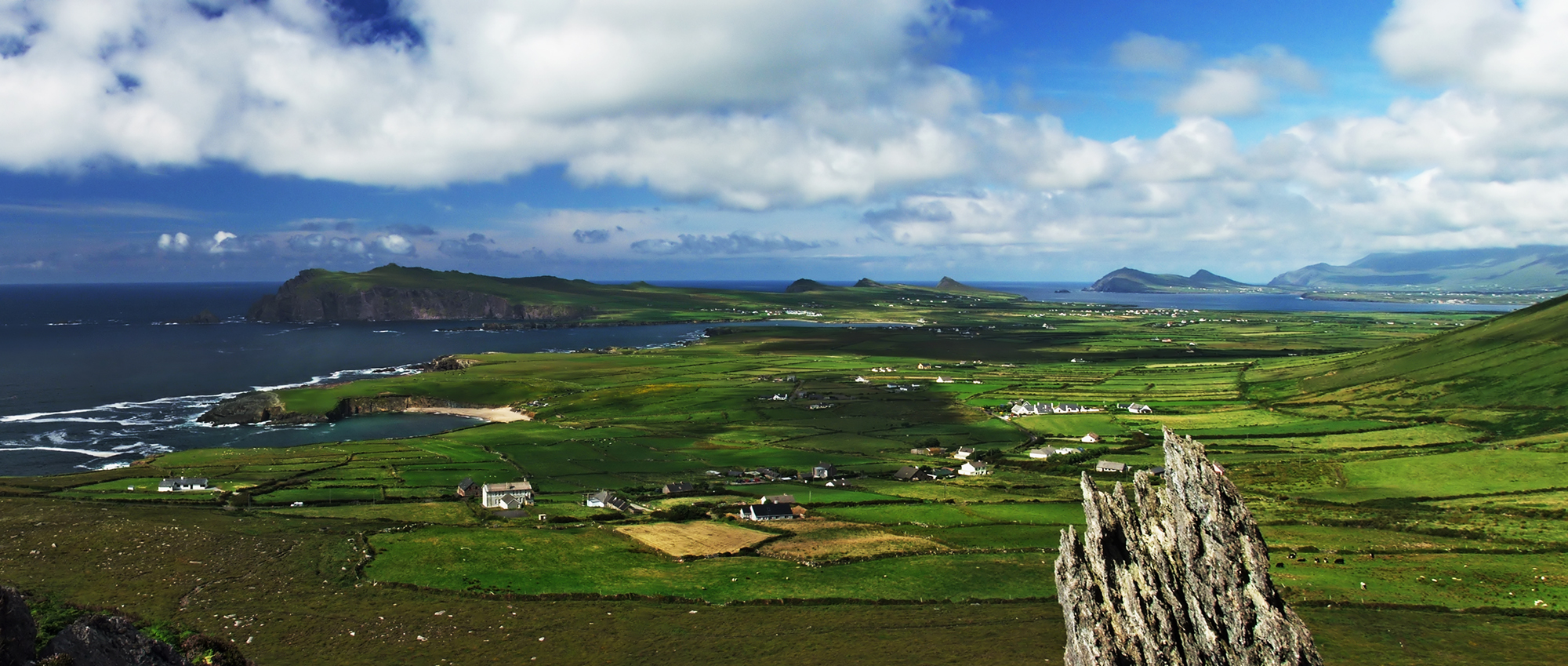
Noroeste de la bahía de Dingle.

Kerry es un condado marítimo, al suroeste de la provincia de Munster. Al norte está delimitado por el río Shannon, que lo separa del condado de Clare, al este limita con el condado de Limerick y con el condado de Cork, este último también lo limita al sur y, finalmente, al oeste con el océano Atlántico.
La mayor longitud del noroeste al sudoeste es de 107 kilómetros (67 millas) y su ancho mayor de este a oeste es de 88 kilómetros (55 millas). Kerry tiene una superficie de 1 189 787 hectáreas (32 802 de agua), o 5.7 % de la superficie total de Irlanda.
En su sección de la costa atlántica, es predominantemente dominada por la negrura y los suelos rocosos, con las bahías de Tralee, de Dingle, Ballinskelligs y Kenmare.Las principales cabeceras de norte a sur son Kerry Head, Brandon Head, Slea Head, Bray Head y Bolus Head. Las islas más grandes son Valentia y el grupo de Islas Blasket. La mayor parte de la superficie es sombrío y montañoso, pero también hay mucho paisaje romántico.
Las cumbres principales son la Carrantuohill con 1039 metros de altitud, en el centro de los Macgillicuddy's Reeks, que forman parte de las montañas más elevadas de Irlanda. El monte Brandon y el Mangerton. En cuanto a los lagos, son numerosos pero pequeños y ninguno de los ríos tiene demasiada longitud.

## Cultura

### Idiomas
Existen 6 083 personas que hablan el irlandés en el Condado de Kerry, con 4 978 nativos que hablan el gaélico de Kerry. Ello sin contar las 1 105 personas que acuden a las cuatro gaelscoil (escuelas gaélicas de nivel primario) y a las dos gaelcholáiste (de nivel secundario) en Kerry.

### Religión
En el condado de Kerry, la institución más importante es la Iglesia católica, siendo uno de los treinta y dos condados de Irlanda donde los católicos en 1911 representan más del 95 % de la población: esto equivalía a 155 000 personas católicas, 3623 miembros de la Iglesia de Irlanda, 251 metodistas, 249 presbiterianos, 26 judíos y 67 miembros de varias religiones.

## Ciudades y pueblos
Abbeydorney 418  
An Daingean (Dingle) 2,050  
Annascaul 318  
Ardfert 749  
Ballybunion 1,413  
Ballyduff 517  
Ballyheigue 724  
Ballylongford 391  
Beaufort (Kerry) 251  
Brosna 193  
Cahirciveen (Cahersiveen) 1,041  
Castlegregory 250  
Castleisland 2,486  
Castlemaine 176  
Causeway 257  
Cromane 116  
Duagh 222  
Fenit 538  
Fieries 558  
Glenbeigh 308  
Gneevgullia 256  
Kenmare 2,376  
Kilcummin 435  
Kilflynn 151  
Kilgarvan 172  
Killarney 14,504  
Killorglin 2,199  
Knightstown 243  
Listowel 4,820  
Lixnaw 696  
Milltown 928  
Newtownsandes 381  
Portmagee 123  
Rathmore 790  
Sneem 288  
Spa (Kerry) 443  
Tarbert (Kerry) 540  
Tralee 23,691  
Waterville - Spunkane 462 